# Пан Великий Новгород (фільм)
«Пан Великий Новгород» (рос. «Господин Великий Новгород») — радянський художній фільм 1984 року, знятий на кіностудії «Мосфільм»

## Сюжет
Серпень 1941 року. Новгород готується до оборони. Отримавши наказ залишити місто, міськком йде в підпілля і розгортає партизанський рух. При цьому вкрай важливо врятувати безцінні музейні колекції та культурні цінності. Два вагони з раритетами були вивезені в Кіров ще в липні, а останні баржі з самими великогабаритними предметами (такими, як Сігтунські і Корсунські брами Софійського собору і гігантські дзвони Софійської дзвіниці) покинули місто незадовго до того, як воно було залишено 19 серпня 1941 року. Хоча від знищення і розграбування вдалося врятувати не все, співробітники новгородського музею не шкодували себе, рятуючи унікальні пам'ятки старовини.
Вступ у Новгород німці бурхливо відзначають урочистою смолоскипною ходою навколо пам'ятника тисячоліттю Росії. Намагаючись з'ясувати долю дзвонів Софійської дзвіниці, німці зганяють мирне населення в Георгіївський собор Юр'єва монастиря, замикають там і намагаються підірвати, але собор несподівано для німців витримує. Про хрести на церквах і золоті куполи один з німецьких воєначальників знущально заявляє, що варто було б їх усіх переплавити на посуд.
Дія під час Німецько-радянської війни чергується з історичними ретроспекціями, що розповідають про боротьбу Олександра Невського з іноземними загарбниками. Коли тевтонці, зігнавши місцеве населення, плавлять на багатті один із знятих з церкви дзвонів, вони штовхають в вогонь чоловіка, після чого у матері виривають з її рук немовляту і кидають услід за чоловіком у вогонь, занурюючи нещасну матір в гарячі сльози.
Гітлерівці мають намір остаточно знищити стародавнє російське місто, і для цієї мети направляють туди баржу з тротилом. Підпільники намагаються врятувати Новгород — вони організовують диверсію на пристані, а баржу підриває разом з собою один з партизанів.

## У ролях
- Олег Стриженов —  Олексій Бородін
- Олександр Кузнецов —  Міша
- Ліонелла Пир'єва —  Любов
- Олена Антонова —  Надія
- Дмитро Балашов —  Ребров, художник
- Федір Одиноков —  старий майстер
- В'ячеслав Глушков —  молодий майстер
- Михайло Жигалов —  Степан
- Зінаїда Кирієнко —  Віра
- В'ячеслав Єзепов —  Єгор Чудин
- Олександр Казаков —  Мохов, поліцай
- Віталій Яковлєв —  сержант
- Дмитро Писаренко —  молодший сержант
- Олександр Франскевич-Лайє —  князь Олександр
- Кенно Оя —  німецький комендант
- Яніс Мелдеріс —  німецький генерал
- Сергій Мученіков —  німецький офіцер
- Валерій Баринов —  тевтонський лицар
- Володимир Большов —  старець
- Сергій Мартинов —  полковник Червоної Армії
- Сергій Піжель —  дезертир-насильник
- Олексій Зубарєв —  дружинник князя  (немає в титрах)
- Євдокія Алексєєва —  літня новгородка  (немає в титрах)

## Знімальна група
- Режисер —  Олексій Салтиков
- Сценаристи —  Юрій Ліманов,  Олексій Салтиков
- Оператор —  Олександр Рябов
- Композитор —  Юрій Буцко
- Художник —  Василь Щербак